# Zudora
Pour plus de détails, voir Fiche technique et Distribution.
Zudora est un serial américain muet en 20 épisodes réalisé par Howell Hansel, sorti en 1914.

## Fiche technique
- Titre original : Zudora
- Réalisation : Howell Hansel
- Scénario : Francis Worcester Doughty, d'après une histoire de Daniel Carson Goodman
- Photographie : Carl Gregory
- Société de production : Thanhouser Company
- Pays de production :  États-Unis
- Format : Noir et blanc - 35 mm - 1,33:1 - Film muet
- Genre : aventure

## Distribution
- Marguerite Snow
- James Cruze
- Harry Benham
- Sidney Bracey
- Frank Farrington